# Marta Vilajosana
Marta Vila Josana Andreu, née le 13 mars 1975 à Barcelone, est une coureuse cycliste professionnelle espagnole.

## Palmarès[1]

### Jeux olympiques
- Pékin 2008
  - 19e du contre-la-montre
  - 55e de la course en ligne

## Autres
- 1998
  - 3e du championnat d'Espagne du contre-la-montre
- 1999
  - 3e du championnat d'Espagne du contre-la-montre
- 2000
  - 2e du championnat d'Espagne sur route
- 2002
  -  Championne d'Espagne de la poursuite
  - 2e de Emakumeen Saria
  - 3e du championnat d'Espagne du contre-la-montre
- 2005
  - 5e étape de Tour du Trentin international féminin
- 2006
  - 5e étape de Tour d'Italie féminin
  - 2e du Tour du Salvador
  - 3e du championnat d'Espagne du contre-la-montre
- 2007
  - Prologue de la Vuelta Ciclista Femenina a el Salvador
  - 3e étape du Circuit de la Haute-Vienne
  - 2e du championnat d'Espagne sur route
  - 2e du championnat d'Espagne du contre-la-montre
- 2008
  - 2e de Trofeo Ciudad de Sevilla
  - 7e du championnat du monde sur route
- 2009
  -  Championne d'Espagne sur route